# Ernst Karl von Hoyos-Sprinzenstein

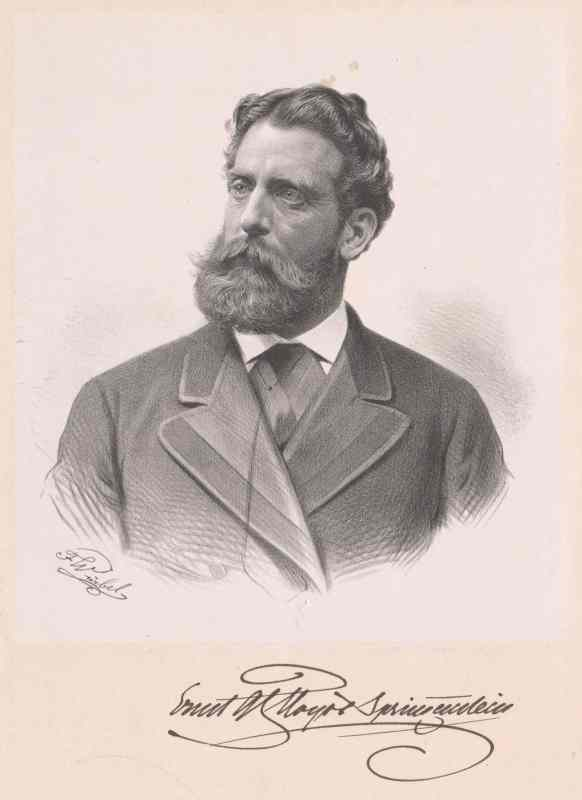
Ernst von Hoyos-Sprinzenstein

Ernst Karl von Hoyos-Sprinzenstein (* 18. Juni 1830 in Wien; † 21. August 1903 in Stixenstein, Niederösterreich) war ein österreichischer Adeliger, Politiker und Großgrundbesitzer.
Zur Unterscheidung von seinem Sohn Ernst Karl der Jüngere (1856–1940) wurde er auch Ernst Karl der Ältere genannt.

## Leben

### Politiker und Mäzen
Ernst Karl, Reichsgraf von Hoyos-Sprinzenstein, war k.k. Kämmerer und wurde 1861 von Kaiser Franz Joseph I. als erbliches Mitglied in das Herrenhaus des österreichischen Reichsrats berufen. Zeitweilig war er auch dessen Vizepräsident. 1874–1883 war er Mitglied der Baukommission für das an der neuen Wiener Ringstraße errichtete k.k. Reichsratsgebäude, das heutige Parlamentsgebäude. 1864 schenkte er der Gemeinde Wien (vertraglich 1868 fixiert) die Stixensteiner Quelle in der Nähe der seit 1555 zum Familienfideikommiss gehörenden Burg Stixenstein in Niederösterreich. Damit ermöglichte er den Bau der I. Wiener Hochquellenwasserleitung.

### Wiener Palais
Sein besonderes Interesse galt der Architektur. So war er auch einer der ersten, der sich am neuen Prachtboulevard der Wiener Ringstraße einen Bauplatz sicherte. Dieses Grundstück war in prominenter Lage nahe der Wiener k.k. Hofoper und hinter dem Kärntnertor gelegen. Es befand sich an der heutigen Adresse Kärntner Ring 5 und gleich neben dem kurz davor errichteten Palais Gomperz (1860/61; heute Kärntner Ring 3). Ernst Karl Hoyos gab dem Palais-Gomperz-Architekten Ludwig Förster den Auftrag, auch sein Ringstraßenpalais zu errichten. 1861 begann der Bau und sollte 1862 fertiggestellt sein, verzögerte sich aber bis in den Sommer 1863. Dies, und die falsche Kostenschätzung des Architekten trieben die Baukosten in die Höhe, nicht zur Freude der Familie. Rund 30 Jahre bewohnten sie ihr Palais, 1895 mussten sie ausziehen, da ihnen die Mittel für den Unterhalt des Wohnhauses ausgingen. Sie vermieteten es an Georg Hoyos, den Cousin von Ernst Karl von Hoyos-Sprinzenstein. Wegen der Aufgabe ihres Ringstraßenpalais beauftragte die Familie nun die Architekten Armand Louis Bauqué und Albert Pio in der heutigen Hoyosgasse 5-7 Ecke Gußhausstraße im 4. Bezirk ein Stadtpalais zu errichten. Bis zu dessen Fertigstellung wohnte die Familie in der Alleegasse in einer Mietwohnung; 1899 konnten sie das neue Palais Hoyos auf der Wieden beziehen. Dieses wurde, noch zu Lebzeiten von Ernst Karl von Hoyos-Sprinzenstein, im Jahr 1901 von Viktor Siedek erweitert.

### Wiederaufbau Schloss Rosenburg
Hoyos größtes Verdienst war der Wiederaufbau des in seinem Besitz befindlichen und bereits zum Teil verfallenen Renaissanceschlosses Rosenburg im Kamptal in Niederösterreich. Der Wiederaufbau, der sich an den Darstellungen des Schlosses in der Topographia Windhagiana von 1673 orientierte, begann 1859 und zog sich über zwei Jahrzehnte hin. Die Rosenburg, von Hoyos noch im 19. Jahrhundert öffentlich zugänglich gemacht, ist bis heute im Familienbesitz und eine touristische Attraktion Niederösterreichs.

## Familie

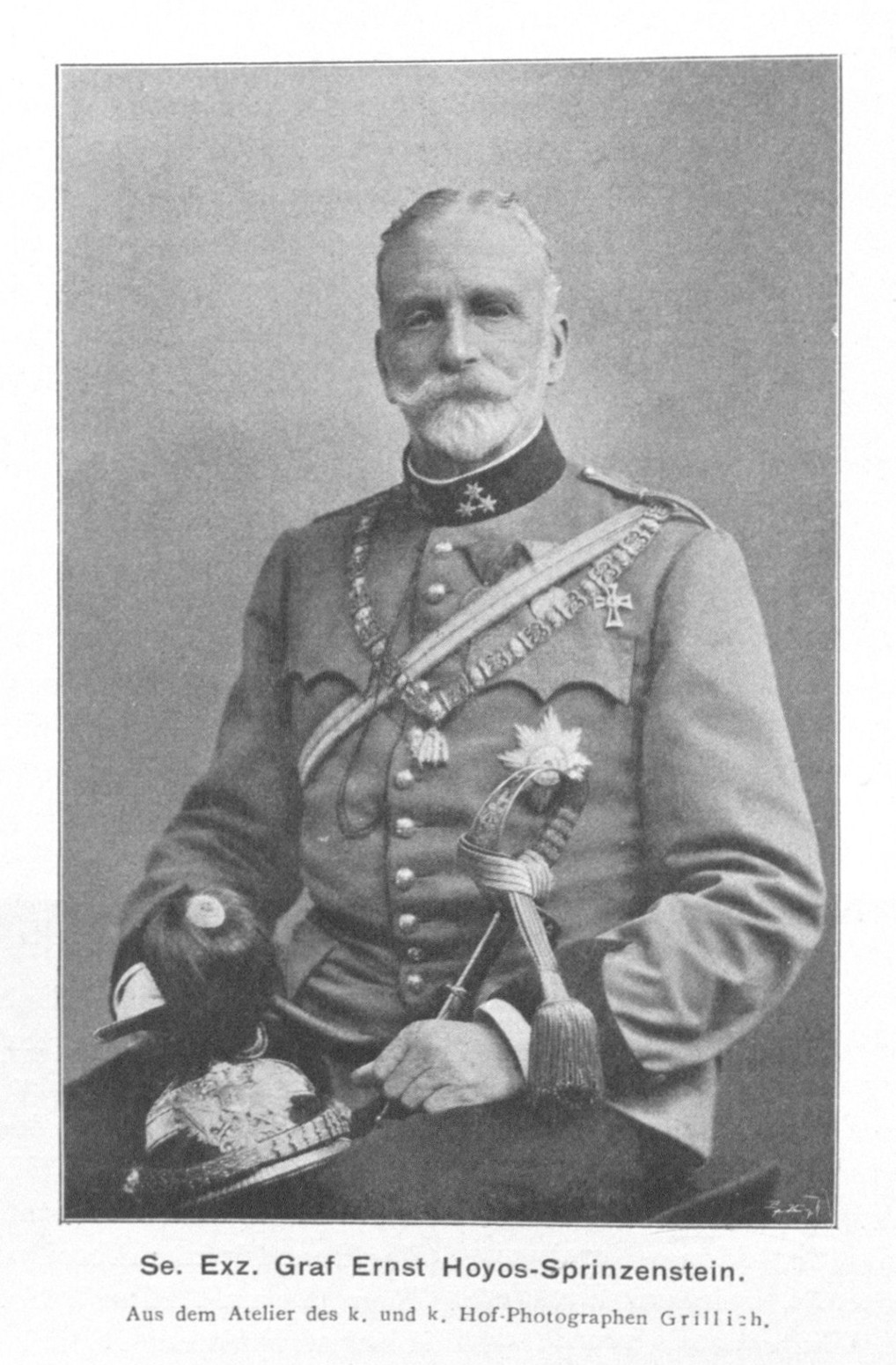
Karl von Hoyos-Sprinzenstein (Fotografiert von Ludwig Grillich 1903)

Die Hoyos-Sprinzensteins entstammen dem spanischen Adelsgeschlecht Hoyos, das im 16. Jahrhundert von Spanien zu Kriegsdiensten für die Habsburger nach Niederösterreich eingewandert war; der von Ludwig Gomez (1552–1600) abstammende Familienzweig wurde 1628 von Kaiser Ferdinand II. in den Reichsgrafenstand erhoben.
Ernst Karl der Ältere war der Sohn von Heinrich von Hoyos-Sprinzenstein (1804–1854) und dessen Frau Felicia, geborene Zichy von Zich und Vásonkeö (1809–1880). Sein Großvater war Reichsgraf Johann Ernst Hoyos-Sprinzenstein (1779–1849). Seit 1856 war Ernst Karl mit Eleonore, geborene Gräfin Paar verheiratet. Das Ehepaar hatte acht Kinder.

## Ehrungen
- Hoyos-Sprinzenstein war 1091. Ritter des Ordens vom Goldenen Vlies.
- Für die Schenkung der Stixensteiner Quelle an die Gemeinde Wien (siehe oben) wurde er am 17. Oktober 1873 – eine Woche vor der feierlichen Eröffnung der Wasserleitung durch Inbetriebnahme des Hochstrahlbrunnens auf dem Schwarzenbergplatz – zum Ehrenbürger der Stadt Wien ernannt.